# Kanton Mordelles
Kanton Mordelles (francouzsky Canton de Mordelles) je francouzský kanton v departementu Ille-et-Vilaine v regionu Bretaň. Tvoří ho šest obcí.

## Obce kantonu
- Chavagne
- Cintré
- L'Hermitage
- Mordelles
- Le Rheu
- Saint-Gilles